# Im Ji-kyu
Im Ji-kyu (hangul: 임지규) es un actor surcoreano.

## Biografía
Empezó a estudiar en la Universidad Kosin con un grado en matemáticas, sin embargo lo abandonó.
Después de salir por cuatro años en el 2014 se casó con Park Ye-son.

## Carrera
Es miembro de la agencia "Blue Dragon Entertainment".
En el 2007 interpretó a Yeong-jae, un hombre que luego de ser abandonado por su novia y luchar por escribir el guion de su próxima película desarrolla 
una afasia en la película Milky Way Liberation Front. Ese mismo año apareció como invitado en un episodio de la serie Unstoppable High Kick.
En el 2008 se unió al elenco recurrente de la serie Tazza donde interpretó a Sung-chan.
En diciembre del mismo año se unió al elenco de la película Scandal Makers donde dio vida a Park Sang-yoon, el primer amor de Hwang Jae-in (Park Bo-young).
En el 2010 se unió al elenco principal del drama Cutting Off the Heart (también conocida como "Severed Feelings") donde interpretó a Lee Jae-woo, un hombre que está a punto de morir debido a una enfermedad cardíaca pero que recibe el corazón del hombre que intentó salvarle la vida.
Ese mismo año se unió al elenco recurrente de la serie Queen of Reversals donde interpretó a Kang-woo, uno de los miembros de "Queens Group".
En el 2011 se unió al elenco secundario de la serie The Greatest Love donde dio vida a Kim Jae-seok, el asistente de Goo Ae-jung (Gong Hyo-jin).
En mayo del 2012 se unió al elenco recurrente de la serie Phantom donde interpretó a Byun Sang-woo, un miembro del equipo de investigación cibernética.
Ese mismo año se unió al elenco principal del especial Do You Know Taekwondo? donde interpretó a Byun Sang-woo, un hombre que termina convirtiéndose en el entrenador del equipo de Taekwondo de su antigua escuela.
En el 2015 se unió al elenco recurrente de la serie  Assembly donde interpretó a Shim Dong-chun, uno de los empleados de la oficina de Jin Sang-pil (Jung Jae Young).
En octubre del 2017 se unió al elenco principal del drama The Reason Why We Can't Sleep donde dio vida a Kim Young-jae, un aspirante a escritor de webtoons.
Ese mismo mes se unió al elenco recurrente de la serie Go Back Couple donde interpretó a Park Hyun-suk, un estudiante de medicina.
En el 2018 se unió al elenco recurrente de la serie Radio Romance donde da vida a Lee Seung-soo, uno de los directores del programa de radio, hasta ahora.
En 2019 se unió al elenco invitado de la serie Unasked Family donde dio vida a Nam Dong-woo, el esposo de Kang Yeo-won (Choi Yoon-so).

## Filmografía

### Series de televisión
| Año  | Título                                   | Personaje                 | Notas                          |
| ---- | ---------------------------------------- | ------------------------- | ------------------------------ |
| 2022 | Besos y presagios                        | Hae-jin de joven          |                                |
| 2021 | Taejong Yi Bang-won                      | Rey Woo de Goryeo         | [ 5 ]                          |
| 2021 | Under Cover                              | Hwang Jeong-ho (de joven) |                                |
| 2021 | Sell Your Haunted House                  | Kim Byung-ho              | 2 episodios - (invitado)       |
| 2021 | The Uncanny Counter                      | Dong-pal                  | ep. #15 - (aparición especial) |
| 2020 | 18 Again                                 | Hermano de Ye Ji-hoon     | 2 episodios                    |
| 2019 | Unasked Family                           | Nam Dong-woo              | -                              |
| 2019 | The Running Mates: Human Rights          | Lee Eun-yool              | 2 episodios                    |
| 2019 | I Wanna Hear Your Song                   | Cita de Hong Yi-young     | ep. #12                        |
| 2019 | When the Devil Calls Your Name           | Kim Kyung-soo             | -                              |
| 2019 | Her Private Life                         | Kang Seung-min            | -                              |
| 2018 | Your House Helper                        | Oh Yoon-gi                |                                |
| 2018 | Radio Romance                            | Lee Seung-soo             | -                              |
| 2017 | Go Back Couple                           | Park Hyun-suk             | -                              |
| 2017 | The Reason Why We Can't Sleep            | Kim Young-jae             | ep. #1                         |
| 2017 | Man to Man                               | -                         | -                              |
| 2016 | The Shining Eun Soo                      | Park Hyeong-sik           | -                              |
| 2016 | Drama Special - "Home Sweet Home"        | Kim Young-chul            | ep. #1                         |
| 2016 | FantastiC                                | Kim Pil-ho                | -                              |
| 2016 | Doctors                                  | Pistolero                 | -                              |
| 2015 | Assembly                                 | Shim Dong-chun            | -                              |
| 2015 | The King's Face                          | Heo-gyun                  | -                              |
| 2014 | Drama Festival - "Turning Point"         | Kim Young-bok             | -                              |
| 2014 | God's Gift: 14 Days                      | Ryu Jin-woo               | -                              |
| 2013 | The Suspicious Housekeeper               | Maestro de Eun Se-kyul    | -                              |
| 2012 | Drama Special - "Do You Know Taekwondo?" | Byun Sang-woo             | ep. #1                         |
| 2012 | Phantom (Ghost)                          | Byun Sang-woo             | -                              |
| 2011 | The Greatest Love                        | Kim Jae-seok              | -                              |
| 2010 | Queen of Reversals                       | Kang-woo                  | -                              |
| 2010 | Drama Special - "Cutting Off the Heart"  | Lee Jae-woo               | ep. #1                         |
| 2010 | Roller Coaster Plus Date Big Bang        | Im Ji-kyu                 | -                              |
| 2008 | Partner                                  | Jung Jae-ho               | 3 episodios                    |
| 2008 | Tazza                                    | Sung-chan                 | 21 episodios                   |
| 2007 | Unstoppable High Kick                    | -                         | ep. #99                        |

### Películas
| Año  | Título                          | Personaje      | Notas                                                                          |
| ---- | ------------------------------- | -------------- | ------------------------------------------------------------------------------ |
| 2021 | Dark Yellow                     | -              | junto a Koo Hye-sun, Ahn Seo-hyun, Yeon Jae-hwang y Yoon Hyuk-jin              |
| 2017 | A Day                           | Yong-sun       | junto a Kim Myung-min, Byun Yo-han, Yoo Jae-myung, Jo Eun-hyung y Shin Hye-sun |
| 2013 | Precious Love                   | On-yoo         |                                                                                |
| 2012 | The Peach Tree                  | -              |                                                                                |
| 2012 | Spring, Snow                    | Young-jae      |                                                                                |
| 2012 | Helpless                        | Acosador       |                                                                                |
| 2011 | Children...                     | Dong-cheol     |                                                                                |
| 2010 | Magic                           | Myeong-jin     |                                                                                |
| 2010 | Read My Lips                    | Joven          |                                                                                |
| 2009 | White Night                     | Yak-tong       |                                                                                |
| 2009 | One Step More to the Sea        | Mesero         |                                                                                |
| 2009 | Bubble Wrap                     | Sung-taek      | corto                                                                          |
| 2008 | Scandal Makers                  | Park Sang-yoon |                                                                                |
| 2008 | In the Boutique                 | -              | corto                                                                          |
| 2007 | Milky Way Liberation Front      | Yong-sun       |                                                                                |
| 2007 | Who's That Knocking at My Door? | Min Je-hwi     |                                                                                |
| 2004 | Fingerprint                     | -              | corto                                                                          |

## Premios y nominaciones
| Año  | Categoría                             | Premio               | Serie / Películas                                            | Resultado |
| ---- | ------------------------------------- | -------------------- | ------------------------------------------------------------ | --------- |
| 2012 | Best Actor in a One-Act Drama/Special | KBS Drama Award      | Do You Know Taekwondo?                                       | Nominado  |
| 2008 | Best New Actor                        | 17th Buil Film Award | Milky Way Liberation Front y Who's That Knocking at My Door? | Ganó      |